# Жывой концерррт
Жывой концерррт — лайв-альбом группы «Пилот», записанный на концертах группы в 1997—1998 году.
Запись концерта производилась на живых выступлениях группы. Бонус-трек записан на студии «НЕВА-РЕКОРДС»
Фото на обложке — Алекс Федечко.

## История создания альбома
Презентация альбома состоялась 22 января 1998 года в культурном центре «Спартак», где в качестве специальных гостей на одной сцене с группой выступили «Кукрыниксы» и «Краденое солнце».
«Мы устойчиво перебрались репетировать в клуб „Полигон“. Художественным руководителем и владельцем оборудования клуба был Игорь Тихомиров (басист группы „Кино“, звукорежиссёр „ДДТ“) и в какой-то момент Игорь принес в клуб восьмиканальную порто-студию» — вспоминает Илья Черт в книге «Двадцатничек», посвященной 20-летнему юбилею группы Пилот.
"Для записи альбома я настроил всю аппаратуру в клубе Полигон, подготовил портостудию. Далее мы стали записывать вживую этот концерт всей группы на сцене клуба Полигон. Нажимал на кнопки «стоп-воспроизведение» наш директор — Валера Карпенков. Он послушал в наушниках звучание и решил, что необходимо поднять уровень бочки в ударных. В результате вы можете слышать очень громкую бочку на всём этом альбоме. Далее записывали и сводили на студии «НЕВА-РЕКОРДС» — комментирует Стас Марков.
Осенью 1999 года диск появился в CD — формате (ранее выходил только на кассетах ограниченным тиражом в 1000 копий).. Именно в эту версию релиза были добавлены бонус-треки.

## Участники записи
Илья Черт — вокал
Роман Чуйков — гитара
Стас Марков — бас-гитара
Макс Йорик — скрипка
Виктор Кузьмичев — ударные
Денис Можин — ударные в бонус-треках

## Список песен
1. Рядом
2. Стих первый
3. Химия
4. Сибирь
5. Стих второй
6. Альтернативный Новый год
7. Жёлтый дом
8. Районная
9. Гагарин
10. Стих третий
11. Надоело все
12. Стих четвёртый
13. Снайпер
14. Пляжная
15. 3 тысячи крыс
16. 2 наркота
17. Стих последний
18. Сюрприз (кавер «На чёрный день» — Янка)
Бонус-треки
19. Трамвайная (телеверсия)
20. Самолёты (телеверсия)
21. Транзит (телеверсия)

## Рецензии
«Замечательный альбом. Помимо того, что Пилот — отличная группа, и работа у них вышла сверхэнергичной, боевой, „от винта“. Пилот считается панк-группой, но это тот панк, который умен, который инструментально сверхграмотен, сыгран достойнейшими музыкантами» — Музыкальная газета, 2000 год, № 5, с.14
«Пилоты вняли дотошным просьбам и произвели на свет неномерного концертного детеныша — острозубого и ранимого, боевого и дерзкого. Русские дворовые песни в американском драйвовом исполнении. „Химия“, „Снайпер“, „Альт. Нов. Год“ — вещи, проверенные временем» — Fuzz, 1999 год, № 3, с.56
«В 1998 году „Пилот“ выпустила первый концертный альбом под названием „Жывой Концерррт“. Несмотря на низкое качество записи, среди любителей рок-музыки эта работа пользовалась большой популярностью» — Милена Пазина, 31 января 2019 год, информационный портал Нижнего Новгорода -